# Leifidium
Leifidium is een monotypisch geslacht van korstmossen behorend tot de familie Sphaerophoraceae. Het bevat alleen Leifidium tenerum.